# Sphex funerarius
Espèce
Synonymes
- Sphex maxillosus Fabricius, 1793
- Sphex rufocinctus Brullé, 1833[1]

Sphex funerarius, le Sphex gryllivore, est une espèce d'insectes hyménoptères de la famille des sphécidés, du genre Sphex. Le nom « gryllivore » est dû aux proies de la femelle, des grillons, mais également des sauterelles. Jean-Henri Fabre nomme également cette espèce le « Sphex à ailes jaunes ». C'est une guêpe solitaire fouisseuse.

## Description
Le Sphex gryllivore mesure de 16 à 26 mm de long pour les femelles et de 15 à 19 mm pour les mâles. Sa tête et son thorax sont noirs et munis de poils blanc. Le clypeus et le bas du front ont des poils argentés. La partie avant de l'abdomen est brun-rouge. Les ailes sont grisâtres, légèrement teintées de jaune, leur pointe est grise. Ses pattes sont noires chez le mâle, et rougeâtre chez la femelle. Celle-ci porte un peigne muni de longues épines sur les basitarses de ses pattes. Les sternites 7 et 8 du mâle ont une forte pilosité noire.
L’œuf de ce Sphex est blanc, allongé, cylindrique, un peu courbé en arc et mesure 3 à 4 mm de longueur. La jeune larve est translucide, atténuée à l'avant, enflée à l'arrière. Au bout de six à sept jours, elle a blanchi et mesure une douzaine de mm de long et mue successivement jusqu'à atteindre 25 à 30 mm de long pou5 à 6 mm de largeur au douzième jour. Toujours un peu élargie à l'arrière, elle est composée de quatorze segments dont les intermédiaires sont munis de stigmates et est devenue blanc jaunâtre. Sa tête est très petite. Elle se nymphose en un cocon blanc composés de plusieurs couches de soies de natures différentes. Il mesure 27 mm de long et 9 mm dans sa plus grande largeur.

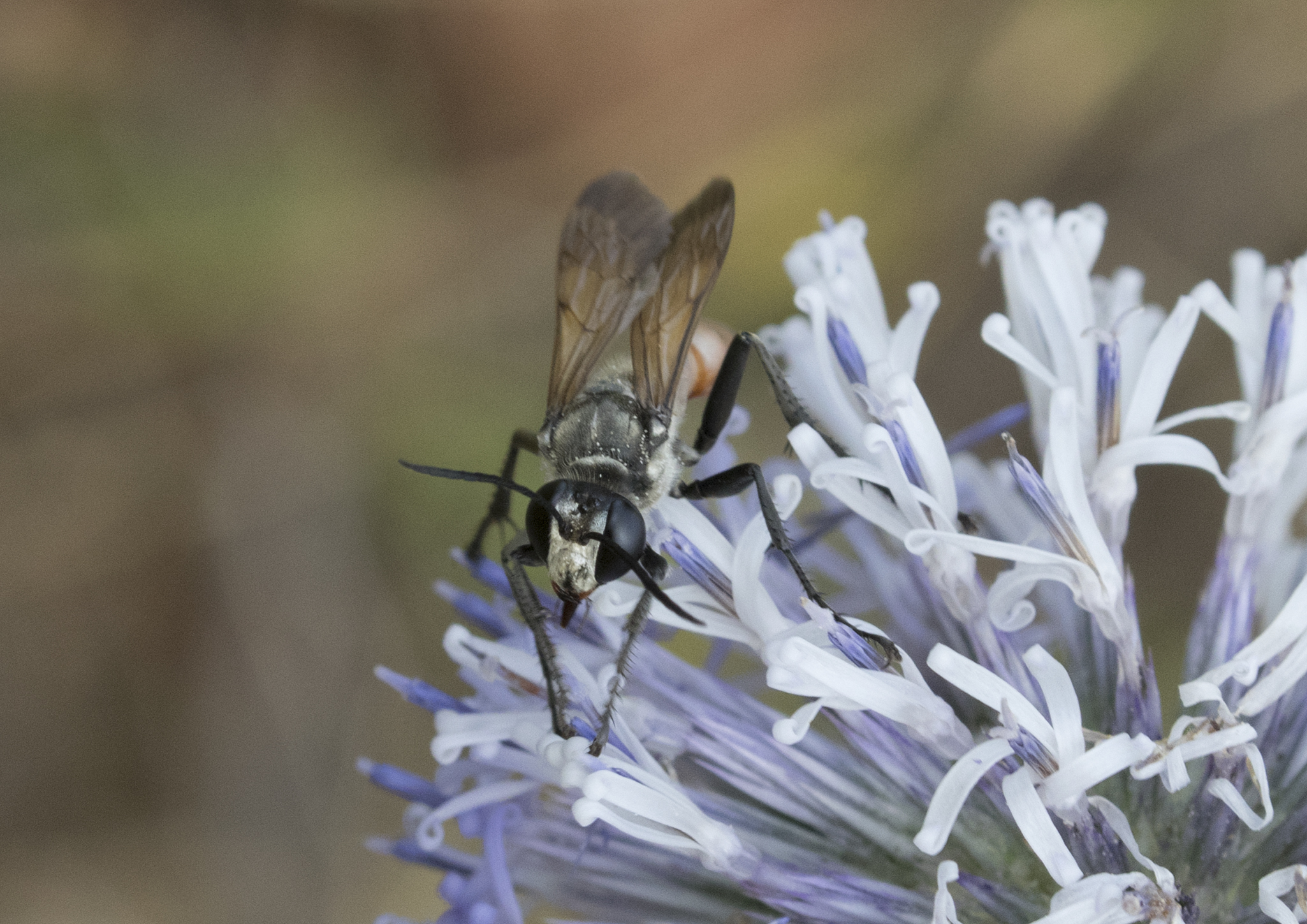
Vue frontale (Adana, Turquie)
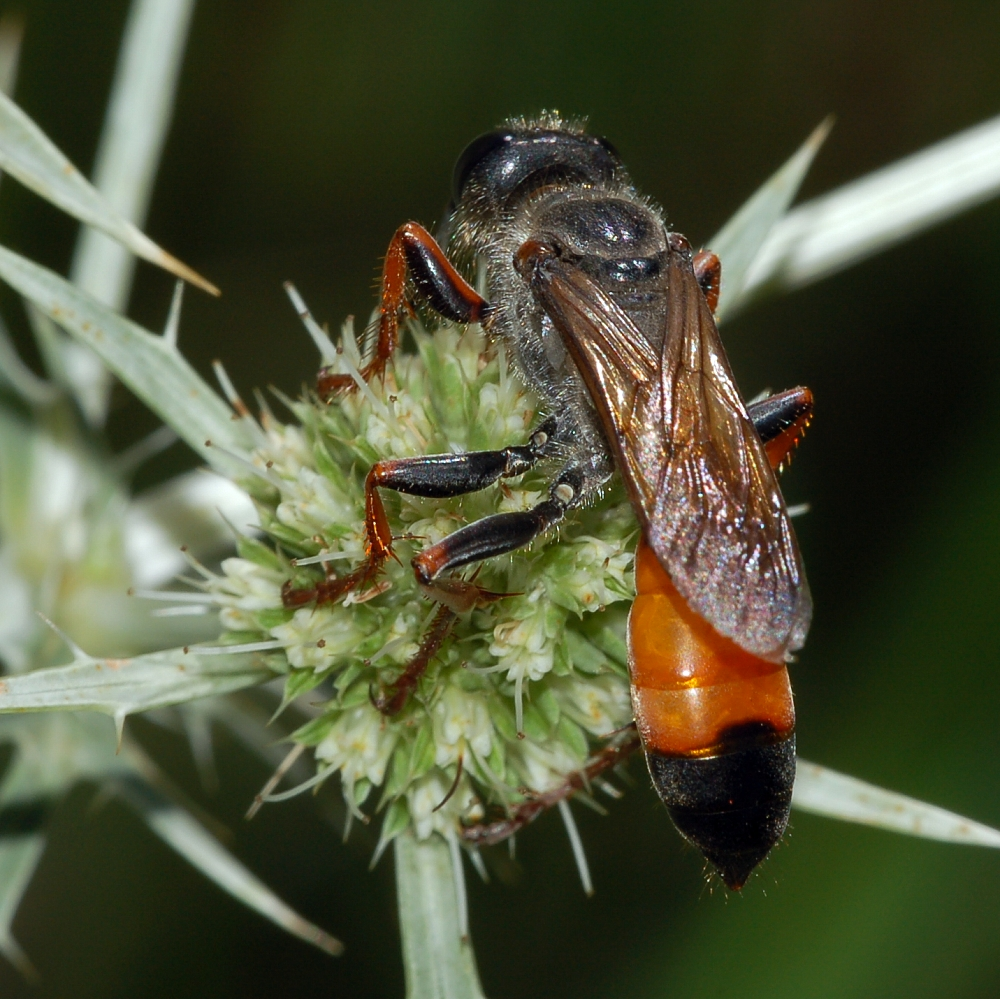
Vue dorsale (Francfort, Allemagne)
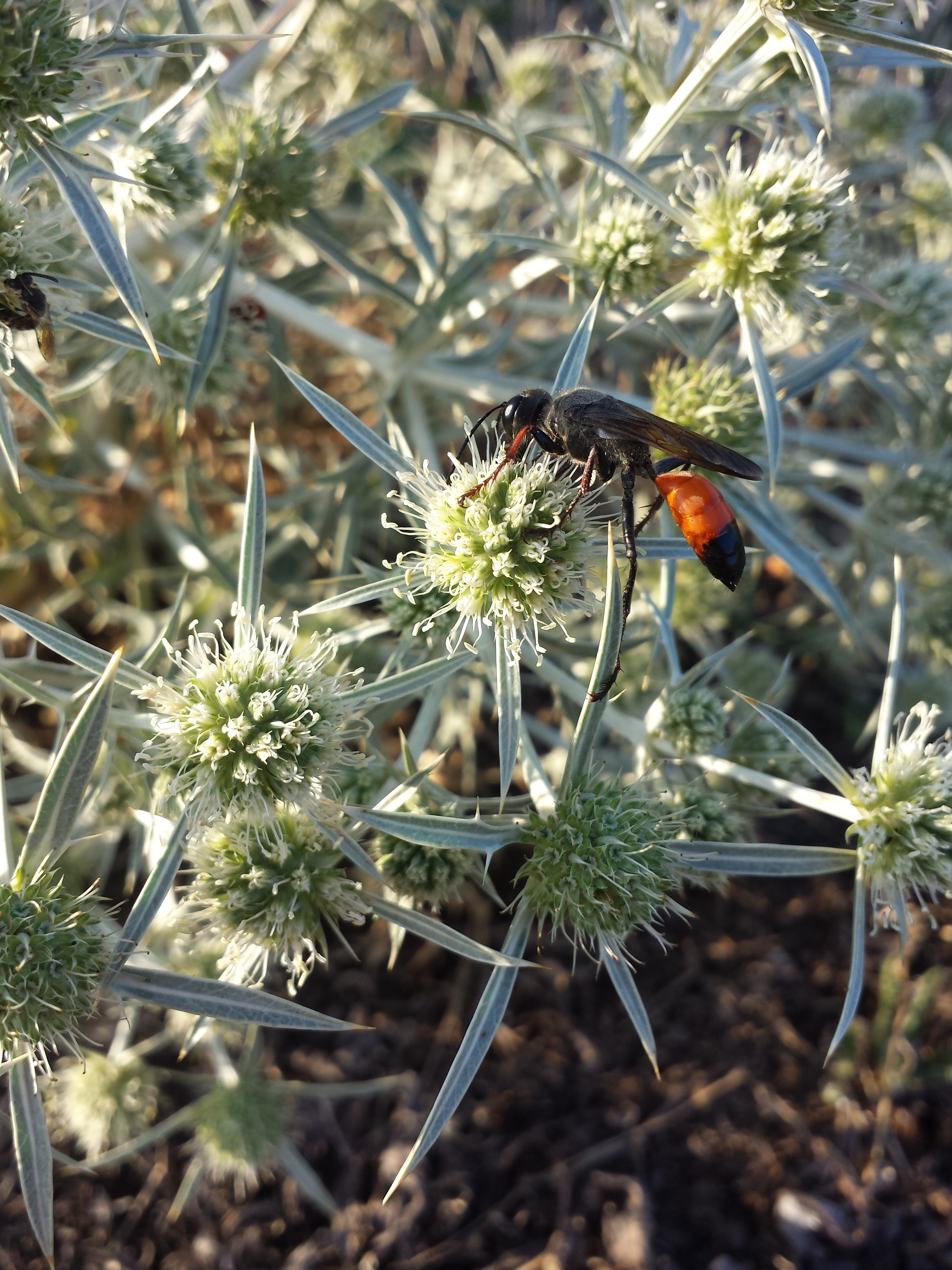
Sphex funerarius sur Panicaut champêtre, (Vienne, Autriche)
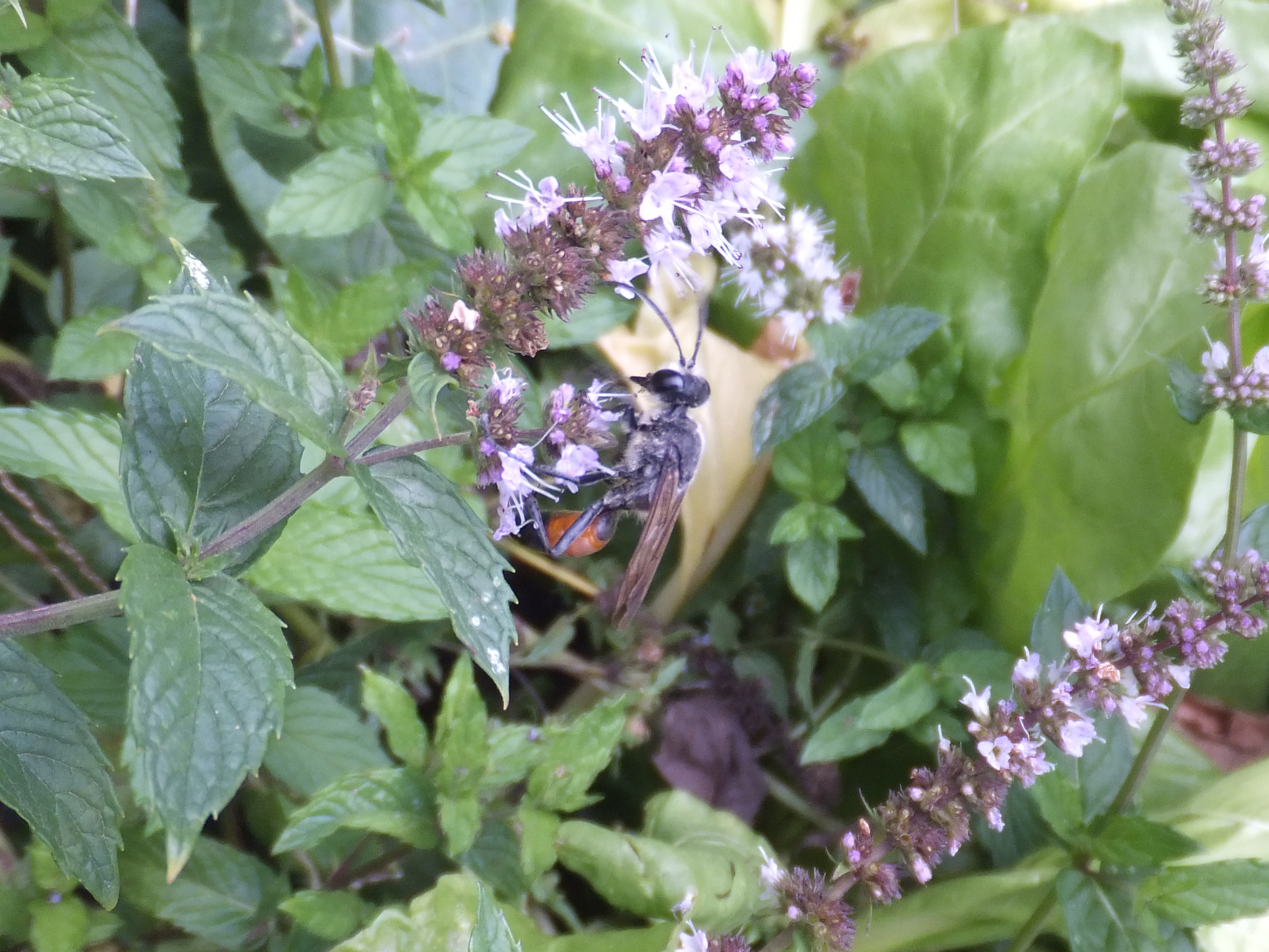
Sphex funerarius sur Menthe poivrée (Italie)

## Biologie
Les adultes sont parfois grégaires et créent des bourgades de 10 à 20 individus (rarement plus). Les nids, creusés dans le sol sableux, comportent une galerie oblique d'environ 10 à 15 cm de long, dans laquelle s'ouvrent deux cellules (parfois trois, rarement une ou quatre). Une femelle peut constituer jusqu'à une dizaine de nids à elle seule. Chacune des cellules est munie d'un œuf, approvisionnée de 3 à 5 proies afin de nourrir les larves et murée. Une fois terminé, l'ensemble est recouvert de déblais. Ces proies sont des formes juvéniles de grillons, de sauterelles (notamment Decticus albifrons, Phaneroptera falcata, Decticus verrucivorus et Platycleis grisea), et d'Acrididae. L'entrée du nid n'est pas fermée pendant que la femelle chasse. Lors de l'attaque, l'orthoptère est immobilisé sur le dos afin que ses puissantes pattes postérieures ne puissent plus lui permettre de fuir. Le Sphex le paralyse en le piquant à trois reprises de son dard, sous le cou, à l'arrière du protothorax et la naissance de l'abdomen, zones qui correspondent aux ganglions de 3 centres nerveux distants les uns des autres d'un grillon. Après l'avoir transportée en vol ou à terre (suivant le poids), la femelle dépose la proie devant l'entrée, la tête en avant. Elle contrôle le nid, puis, seulement, la rentre, et la dépose dans la cellule positionnée sur le dos. L’œuf est invariablement pondu sous le thorax, entre la première et la seconde paire de patte. Trois à quatre jours après la ponte, la larve de la guêpe éclot, se développe durant environ 18 jours et nymphose. Après 24 jours, l'imago éclot ou hiverne dans son cocon,.
Cette guêpe solitaire n'est pas agressive envers les humains et sa piqûre insignifiante.
Deux Diptères Sarcophagidae (Metopia campestris et M. argyrocephala) et un Diptère Bombylidae ont été signalés comme parasites.
Les adultes de S. funerarius, qui se nourrissent de nectar, ont été vus notamment sur des Apiaceae (Eryngium campestre, Foeniculum vulgare, Echinophora spinosa, Thapsia villosa, etc.), mais également sur des Asteraceae, des Euphorbiaceae, des Oleaceae, des Rutaceae et des Campanulaceae.

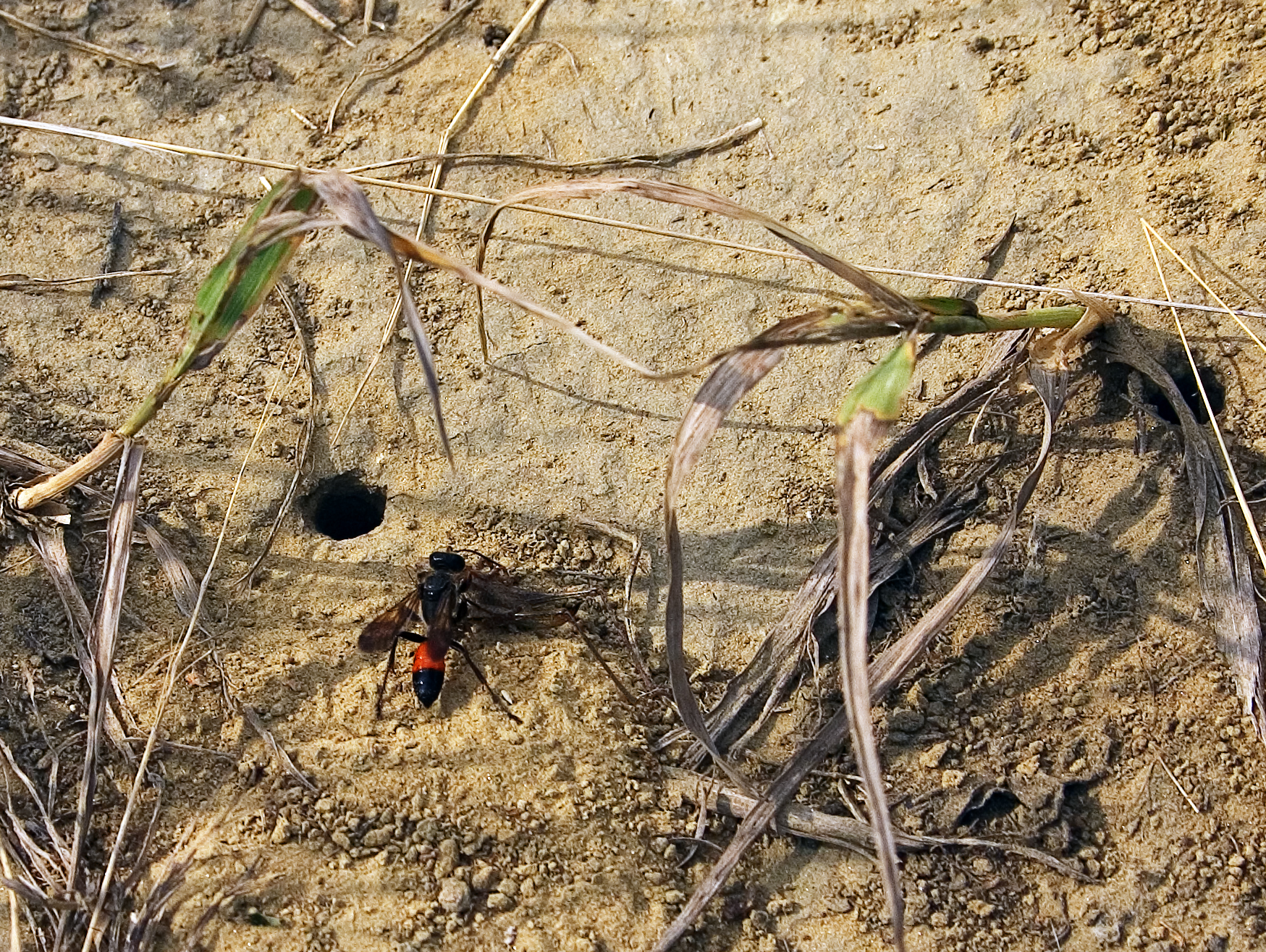
Entrée de nid (Autriche)
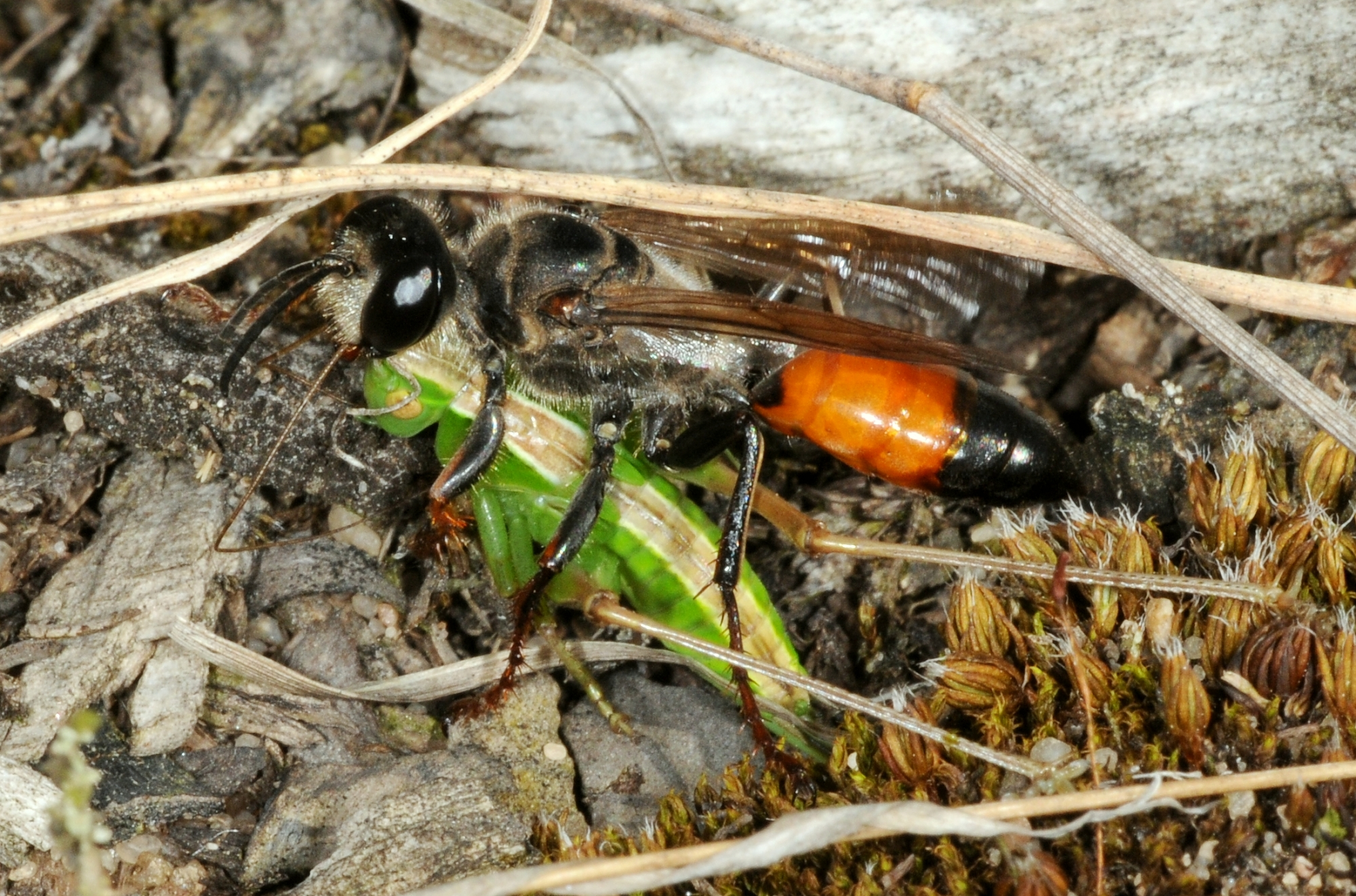
Transport d'une jeune decticelle bicolore (Hessen, Allemagne)
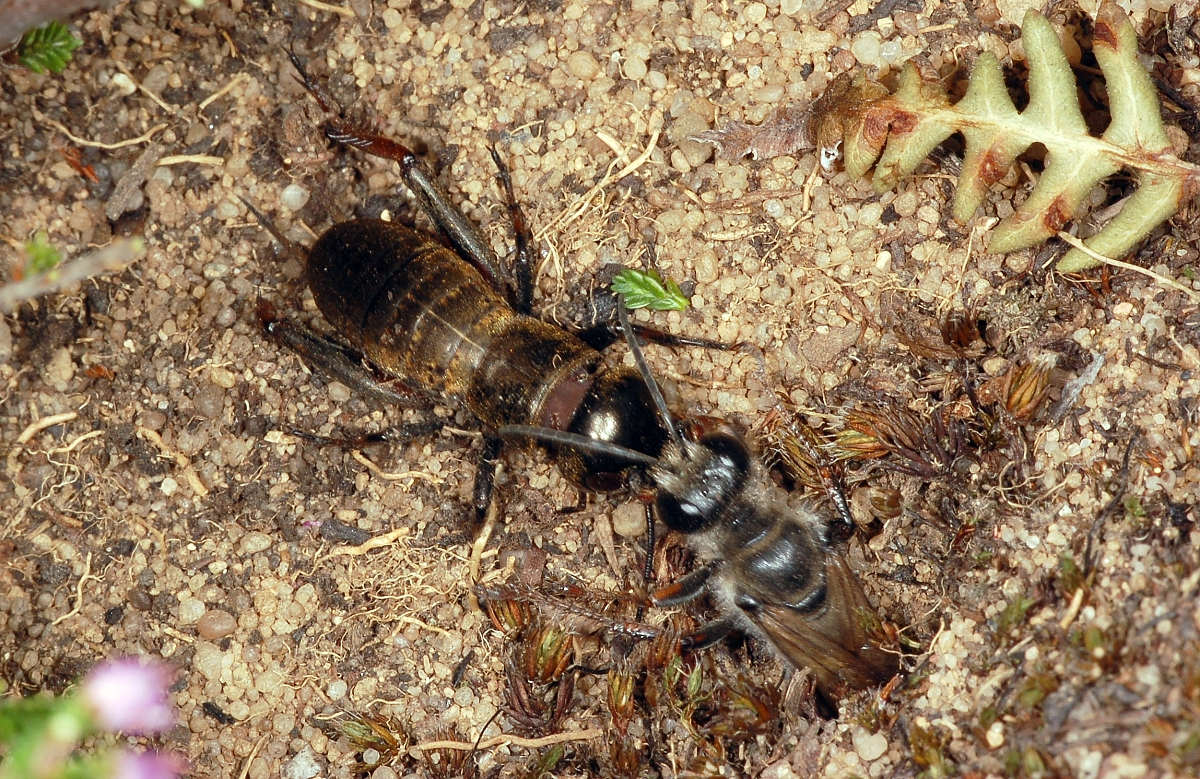
Transport d'un grillon champêtre (Hessen, Allemagne)

### Sciences cognitives
La femelle Sphex funerarius dépose un grillon paralysé près de l'ouverture de son nid. Avant de ramener sa proie dans sa cellule, elle inspecte d'abord la galerie, laissant son butin à l'extérieur. Jean-Henri Fabre raconte avec précision ce comportement de l'insecte. Lors de ses expérimentations, il déplace la proie à quelques centimètres de l'ouverture et quand le Sphex sort du nid, prêt à la rentrer, il ne la retrouve pas ; il la localise alors rapidement, la ramène vers l'ouverture du nid et la laisse de nouveau à l'extérieur. Alors, et c'est là tout l'intérêt de Fabre, le Sphex, contraint d'inspecter à nouveau le nid, rentre une nouvelle fois dans la galerie sans sa proie. Cette itération peut être répétée plusieurs dizaines de fois, jusqu'à ce que la patience de Jean-Henri Fabre ait trouvé sa limite, sans que le Sphex ne change de séquence. Ce test, nommé depuis « test du grillon » (cricket test en anglais), a été reproduit par d'autres chercheurs, surtout au cours du XXe siècle, et sur d'autres insectes, en particulier, les Ammophila avec des chenilles.
Ce comportement, populaire dans le milieu des sciences cognitives, a été cité plusieurs fois, notamment dans l'ouvrage Machinery of the Brain de Dean Wooldridge de 1963 et ceux de Daniel Dennett, en 1973, et de Douglas Hofstadter, en 1985. Ils ont utilisé ce mécanisme dans leurs contre-arguments du libre arbitre humain et animal. En effet, ils considèrent que les arthropodes ont des capacités cognitives limitées et des comportements mécaniques dépourvus d'intelligence et de raisonnement. Pour eux, le comportement du Sphex est un enchaînement strict et rigide de déclencheurs environnementaux permettant de réguler ses différentes étapes. Généralisant ce comportement aux humains, Hofstadter invente le terme anglophone « sphexish » pour désigner cette forme mécanique d'intelligence apparente, et le définit comme « totalement opposée à ce que nous pensons être, en particulier lorsque nous parlons de notre propre conscience ».
En 2013, le philosophe Fred Keijzer conteste cette utilisation de S. funerarius. Selon ses expérimentations et celles de ses prédécesseurs, le comportement du Sphex ne se répète pas à l'infini lorsque le test du grillon est effectué : après quelques essais, nombreux sont ceux qui emmènent le grillon dans leur terrier sans le revisiter ; à son époque, Fabre en déduit d'ailleurs qu'il existe des « tribus habiles » et d'autres « à l'esprit obtus ». De plus, il y a des raisons écologiques et pratiques de répéter la visite, en particulier la protection contre les insectes coucous. Et enfin, le test du grillon se concentre sur une composante extrêmement mineure du comportement du Sphex. Dès lors, Keijzer constate que les résultats équivoques du test du grillon ont été et sont encore systématiquement ignorés ou minimisés et que les résultats factuels semblent avoir moins d'impact que l'image mécaniste claire mais fantaisiste que l'histoire évoque. Il voit la persistance de l'exemple du Sphex comme une métaphore et non comme un fait exact.

## Répartition
Cette guêpe solitaire affectionne les zones sableuses à la végétation clairsemée, ensoleillées et généralement planes. Elle est bivoltine et vole de début juin à fin septembre.
Le sphex gryllivore est présent en Europe, en Afrique du Nord, en Asie occidentale et centrale et en Chine. Il est très commun en région méditerranéenne, plus rare en Europe centrale avec pour limite septentrionale le Danemark.
En France, il est abondant dans la moitié sud mais se trouve également en Bretagne et en Normandie. Il manque dans la majeure partie du nord et de l'est.
Cette espèce méridionale semble profiter du changement climatique. En effet, son expansion vers le Nord de l'Europe s'est accrue depuis les années 2000, comme par exemple en Belgique.